# Matthias Guggenberger
Matthias Guggenberger (ur. 24 września 1984 w Innsbrucku) – austriacki skeletonista, brązowy medalista mistrzostw świata.

## Kariera
Największy sukces w karierze osiągnął w 2016 roku, kiedy wspólnie z kolegami i koleżankami z reprezentacji zdobył brązowy medal w zawodach drużynowych na mistrzostwach świata w Igls. W tej samej konkurencji zajął także szóste miejsce na rozgrywanych rok wcześniej mistrzostwach świata w Winterbergu. W zawodach Pucharu Świata zadebiutował 29 listopada 2007 roku w Calgary, zajmując czternaste miejsce. Pierwszy raz na podium w zawodach tego cyklu stanął 14 stycznia 2012 roku w Königssee, zajmując drugie miejsce. W 2010 roku wystartował na igrzyskach olimpijskich w Vancouver, zajmując ósme miejsce. Na rozgrywanych cztery lata później igrzyskach w Soczi był czternasty.